# Ange Vierge
Ange Vierge (アンジュ・ヴィエルジュ?, Anju Vieruju) è un media franchise giapponese coprodotto da Fujimi Shobō e Media Factory. Consiste in un gioco di carte collezionabili pubblicato il 4 ottobre 2013, in un manga serializzato sul Monthly Dragon Age di Fujimi Shobo dal 2014 al 2015, e in una serie televisiva anime trasmessa in Giappone dal 9 luglio al 24 settembre 2016.

## Personaggi
Saya Sōgetsu (蒼月 紗夜?, Sōgetsu Saya)
Doppiata da: Minako Kotobuki
Almaria (アルマリア?, Arumaria)
Doppiata da: Yumi Hara
Elel (エルエル?, Erueru)
Doppiata da: Aki Toyosaki
Code Omega 77 Stella (コードΩ77ステラ?, Kōdo Ω 77 Sutera)
Doppiata da: Rika Tachibana
Nya Lapucea (ナイア・ラピュセア?, Naia Rapyusea)
Doppiata da: Sarah Emi Bridcutt

## Media

### Manga
Il manga dal titolo Ange Vierge Linkage (アンジュ・ヴィエルジュ リンケージ?, Anju Vieruju Rinkēji), scritto da Mako Komao e disegnato da Sakaki Yoshioka, è stato serializzato sulla rivista Monthly Dragon Age di Fujimi Shobō dal 9 aprile 2014 al 9 marzo 2015. I vari capitoli sono stati raccolti in due volumi tankōbon, che sono stati pubblicati rispettivamente il 9 ottobre 2014 e il 9 marzo 2015.

#### Volumi
| Nº | Data di prima pubblicazione | Data di prima pubblicazione | Data di prima pubblicazione |
| Nº | Giapponese                  | Giapponese                  |                             |
| -- | --------------------------- | --------------------------- | --------------------------- |
| 1  | 9 ottobre 2014              | ISBN 978-4-04-070338-1      |                             |
| 2  | 9 marzo 2015                | ISBN 978-4-04-070532-3      |                             |

### Anime
Il progetto anime è stato annunciato al festival di Fantasia Bunko il 6 dicembre 2014. La serie televisiva, prodotta dalla Silver Link per la regia di Masafumi Tamura, è andata in onda dal 9 luglio al 24 settembre 2016. Le sigle di apertura e chiusura sono rispettivamente Love is MY RAIL di Konomi Suzuki e Link with U delle L.I.N.K.s (gruppo formato dalle doppiatrici Yūka Aisaka, Mai Ishihara, Yoshiko Ikuta, Rie Takahashi e Nozomi Yamamoto). In Italia e nel resto del mondo, ad eccezione dell'Asia, gli episodi sono stati trasmessi in streaming, in contemporanea col Giappone, da Crunchyroll.

#### Episodi
| Nº | Titolo italiano Giapponese 「Kanji」 - Rōmaji                                   | In onda           | In onda |
| Nº | Titolo italiano Giapponese 「Kanji」 - Rōmaji                                   | Giapponese        |         |
| 1  | Potenziale iniziale 「はじまりの可能性」 - Hajimari no kanōsei                  | 9 luglio 2016     |         |
| 2  | La persona che ammiro 「憧れの背中」 - Akogare no senaka                        | 16 luglio 2016    |         |
| 3  | Il valore dei legami 「絆の代償」 - Kizuna no daishō                            | 23 luglio 2016    |         |
| 4  | Una fiamma che illumina l'oscurità 「闇を灼く炎」 - Yami o yaku honō            | 30 luglio 2016    |         |
| 5  | Battito cremisi 「紅蓮の脈動」 - Guren no myakudō                               | 6 agosto 2016     |         |
| 6  | Sorriso ingannevole 「嘘の笑顔」 - Uso no egao                                  | 13 agosto 2016    |         |
| 7  | Vere amiche 「本当のともだち」 - Hontō no tomodachi                             | 20 agosto 2016    |         |
| 8  | La logica dell'amore 「愛しさの理由」 - Itoshisa no riyū                        | 27 agosto 2016    |         |
| 9  | Più veloce di tutti 「誰よりも速く」 - Dare yori mo hayaku                      | 3 settembre 2016  |         |
| 10 | Desideri manifesti 「零れた想い」 - Koboreta omoi                               | 10 settembre 2016 |         |
| 11 | Potenziale residuo 「残された可能性」 - Nokosareta kanōsei                      | 17 settembre 2016 |         |
| 12 | Cresciamo insieme 「私は、あなたと進化する」 - Watashi wa, anata to shinka suru | 24 settembre 2016 |         |